# Sistotrema
Sistotrema is een geslacht van schimmels behorend tot de familie Hydnaceae. De typesoort is Sistotrema confluens.

## Kenmerken
Sistotrema is een zeer polyfyletisch geslacht van de cantharelorde. De typesoort is een mycorrhiza-schimmel, maar de meeste Sistotrema-soorten zijn dat waarschijnlijk niet. De meeste Sistotrema-soorten gedijen op dood hout en lijken saprotrofe schimmels te zijn, maar dit is nog een open vraag. Genetische studies hebben aangetoond dat er onder de cantharellen geen bevestigde schimmels voorkomen die witte of bruine houtrot veroorzaken. Witrot wordt veroorzaakt door peroxidasen van klasse II, maar tot nu toe zijn deze niet aangetroffen in cantharellen. Franz Oberwinkler beweert dat S. brinkmannii een korstmos is.

## Soorten
Volgens Index Fungorum telt het geslacht 66 soorten (peildatum augustus 2023):
| Soortnaam                                            | Auteur(s)                                   | Publicatiejaar |
| ---------------------------------------------------- | ------------------------------------------- | -------------- |
| Sistotrema aciferum                                  | P. Roberts & A. Henrici                     | 2008           |
| Sistotrema adnatum                                   | Hallenb.                                    | 1984           |
| Sistotrema alboluteum                                | (Bourdot & Galzin) Bondartsev & Singer      | 1941           |
| Sistotrema albopallescens                            | (Bourdot & Galzin) Bondartsev & Singer      | 1941           |
| Sistotrema alni                                      | Boidin & Gilles                             | 1994           |
| Sistotrema ampullaceum                               | Duhem                                       | 2011           |
| Sistotrema angustisporum                             | Dhingra                                     | 2019           |
| Sistotrema athelioides                               | Hallenb.                                    | 1984           |
| Sistotrema autumnale                                 | Ryvarden & H. Solheim                       | 1977           |
| Sistotrema biggsiae                                  | Hallenb.                                    | 1984           |
| Sistotrema binucleosporum (Tweekernige urnkorstzwam) | Hallenb.                                    | 1984           |
| Sistotrema botryobasidioides                         | Gresl.                                      | 2001           |
| Sistotrema brinkmannii (Melige urnkorstzwam)         | (Bres.) J. Erikss.                          | 1948           |
| Sistotrema brunneolum                                | Spirin & Zmitr.                             | 2007           |
| Sistotrema cadetii                                   | Boidin & Gilles                             | 1994           |
| Sistotrema citriforme                                | (M.P. Christ.) K.H. Larss. & Hjortstam      | 1987           |
| Sistotrema confluens (Stinktolletje)                 | Pers.                                       | 1794           |
| Sistotrema coroniferum (Sneeuwwitte urnkorstzwam)    | (Höhn. & Litsch.) Donk                      | 1956           |
| Sistotrema coronilla                                 | (Höhn.) Donk ex D.P. Rogers                 | 1935           |
| Sistotrema dennisii (Poroïde urnkorstzwam)           | Malençon                                    | 1976           |
| Sistotrema diademiferum (Gekroonde urnkorstzwam)     | (Bourdot & Galzin) Donk                     | 1956           |
| Sistotrema efibulatum (Gesploze urnkorstzwam)        | (J. Erikss.) Hjortstam                      | 1984           |
| Sistotrema epiphyllum                                | Stalpers, Stielow & B. de Vries             | 2014           |
| Sistotrema eximum                                    | (H.S. Jacks.) Ryvarden & Solheim            | 1977           |
| Sistotrema farinaceum                                | Hallenb.                                    | 1984           |
| Sistotrema gerard-trichies                           | Duhem                                       | 2013           |
| Sistotrema globosa                                   | Gresl.                                      | 2001           |
| Sistotrema gloeocystidiatum                          | Boidin & Gilles                             | 1994           |
| Sistotrema hamatum                                   | Nawawi & J. Webster                         | 1982           |
| Sistotrema henri-michelii                            | Duhem, Trichies & Schultheis                | 2011           |
| Sistotrema heteronemum                               | (J. Erikss.) Å. Strid                       | 1975           |
| Sistotrema hirschii (Lila urnkorstzwam)              | (Donk) Donk                                 | 1956           |
| Sistotrema hispanicum (Viersporige urnkorstzwam)     | M. Dueñas, Ryvarden & Tellería              | 1988           |
| Sistotrema intermedium                               | Hjortstam                                   | 1983           |
| Sistotrema janus                                     | Duhem & Trichies                            | 2013           |
| Sistotrema kirghizicum                               | (Parmasto) Domański                         | 1992           |
| Sistotrema lachrymisporum                            | S.S. Rattan                                 | 1977           |
| Sistotrema lagenosporum (Flessporige urnkorstzwam)   | Boidin & Gilles                             | 1994           |
| Sistotrema laticlavigerum                            | Boidin & Gilles                             | 1995           |
| Sistotrema luteoviride                               | Kotir. & K.H. Larss.                        | 2013           |
| Sistotrema macabouense                               | G. Gruhn, Hallenb. & Courtec.               | 2017           |
| Sistotrema macrosporum                               | Man. Kaur, R. Kaur, Avn. P. Singh & Dhingra | 2019           |
| Sistotrema microsporum                               | N. Maek.                                    | 1993           |
| Sistotrema muscicola (Mosurnkorstzwam)               | (Pers.) S. Lundell                          | 1947           |
| Sistotrema oblongisporum (Grijze urnkorstzwam)       | M.P. Christ. & Hauerslev                    | 1960           |
| Sistotrema octosporum (Gewone urnkorstzwam)          | (J. Schröt. ex Höhn. & Litsch.) Hallenb.    | 1984           |
| Sistotrema otagense                                  | (G. Cunn.) Stalpers & P.K. Buchanan         | 1991           |
| Sistotrema pereximium                                | (Parmasto) Domański                         | 1992           |
| Sistotrema pinifoliae                                | Boidin & Gilles                             | 1994           |
| Sistotrema pistilliferum (Geknopte urnkorstzwam)     | Hauerslev                                   | 1975           |
| Sistotrema populicola                                | Ginns                                       | 1988           |
| Sistotrema porulosum                                 | Hallenb.                                    | 1984           |
| Sistotrema proteos                                   | Duhem                                       | 2013           |
| Sistotrema pteriphilum                               | K.H. Larss. & Hjortstam                     | 1986           |
| Sistotrema pyrisporum                                | Hauerslev                                   | 1975           |
| Sistotrema pyrosporum                                | Hauerslev                                   | 1975           |
| Sistotrema raduloides                                | (P. Karst.) Donk                            | 1956           |
| Sistotrema resinicystidioides                        | Duhem                                       | 2013           |
| Sistotrema resinicystidium                           | Hallenb.                                    | 1980           |
| Sistotrema schultheisii                              | Duhem                                       | 2011           |
| Sistotrema sernanderi (Smalhalsurnkorstzwam)         | (Litsch.) Donk                              | 1956           |
| Sistotrema sommandense                               | Duhem                                       | 2011           |
| Sistotrema suballantosporum                          | Hallenb.                                    | 1980           |
| Sistotrema subconfluens                              | L.W. Zhou                                   | 2013           |
| Sistotrema subtrigonospermum (Triangelurnkorstzwam)  | D.P. Rogers                                 | 1935           |
| Sistotrema tholliae                                  | Duhem, Schultheis & Termonia                | 2012           |